# تشارلز أديسون راسيل
تشارلز أديسون راسيل (بالإنجليزية: Charles Addison Russell)‏ هو سياسي أمريكي، ولد في 2 مارس 1852 بورسستر في الولايات المتحدة، وتوفي في 23 أكتوبر 1902 بكيلينغلاي في الولايات المتحدة. حزبياً، نشط في الحزب الجمهوري. انتخب عضو مجلس نواب كونيتيكت وانتخب عضو مجلس النواب الأمريكي.